# Sympatrie
Als Sympatrie (von griechisch σύν syn „zusammen“, πατρίς patris „Vaterland“) bezeichnet man in der Biologie und Biogeographie eine Form der geographischen Verbreitung, bei der sich die Verbreitungsgebiete von Angehörigen zweier Populationen, Unterarten oder Arten überlappen, also nahe verwandte Populationen im selben geographischen Gebiet gemeinsam vorkommen, sodass sie sich begegnen und unter Umständen auch kreuzen können. Der Begriff wurde durch Edward Bagnall Poulton im Jahr 1904 erstmals in die Wissenschaft eingeführt, verdankt aber seine spätere Popularität und Verbreitung vor allem dem Evolutionsbiologen Ernst Mayr.
Die Sympatrie stellt den Gegensatz zur Parapatrie dar, bei der es keine direkte Überschneidung der Gebiete gibt, diese aber aneinander angrenzen, und zur Allopatrie, bei der die Verbreitungsgebiete nah verwandter Arten oder Populationen räumlich vollständig getrennt sind. Für die Evolutionsbiologie spielt die Sympatrie eine Rolle im Kontext der sympatrischen Artbildung. Der Ausdruck und das Konzept sind ein zentrales Thema der synthetischen Evolutionstheorie. Für Populationen, die nicht nur das größere, geographisch gefasste Verbreitungsgebiet gemeinsam haben, sondern auch in ihren Habitaten gemeinsam und nebeneinander leben, wurde der Begriff Syntop eingeführt.
Wenn Arten oder Populationen überlappende Verbreitungsgebiete aufweisen (also sympatrisch sind), sich aber in unterschiedlichen Lebensräumen eingenischt haben, so spricht man von ökologischer Separation (im Gegensatz zu geographischer Separation). Seit etwa dem Jahr 2000 beginnen Evolutionsbiologen, den Begriff Sympatrie, im Zusammenhang mit der sympatrischen Artbildung, zu überdenken, teilweise wurden abgewandelte und neue Begriffe vorgeschlagen. Oft werden eine biogeographische Sympatrie (geographisch nicht getrennte Populationen) und eine populationsgenetische Sympatrie unterschieden. Hintergrund ist, den Begriff für die Modellierung besser handhabbar zu machen. Zentral für die Debatte ist der Genfluss. Kommt es bei geographisch überlappenden Verbreitungsgebieten dennoch nie zu Kontakt von Individuen, sind die Vorgänge bei der Artbildung populationsgenetisch von einer völligen Trennung (Allopatrie) auf der Ebene der Mechanismen kaum unterscheidbar. Für solche eher neben- als miteinander lebenden Populationen wurde der Ausdruck „Mikroallopatrie“ vorgeschlagen. Echte Sympatrie wäre demnach nur bei tatsächlichem Kontakt verwirklicht. Vorschläge, den Begriff völlig umzudefinieren, so dass nur noch Populationen mit realisierter Panmixie „sympatrisch“ genannt werden sollten, werden aber überwiegend als zu weitgehend angesehen.